# Crotaphatrema lamottei
Crotaphatrema lamottei és una espècie d'amfibis gimnofions de la família Caeciliidae. És endèmica del Camerun, on viu a la regió del voltant del Mont Oku. Els seus hàbitats naturals inclouen montans secs, jardins rurals i zones prèviament boscoses ara molt degradades. Entre el 2006 i el 2008 es capturaren diversos exemplars d'aquesta espècie que proporcionaren molta informació als científics sobre les seves característiques morfomètriques i merístiques.